# Trolleybus d'Esslingen am Neckar
Le trolleybus d'Esslingen am Neckar est un réseau de trolleybus qui dessert l'agglomération allemande de Esslingen am Neckar. C'est l'une des trois villes allemandes, avec Eberswalde et Solingen, à être actuellement dotée d'un tel réseau.

## Réseau actuel

### Aperçu général
Le réseau actuel compte deux lignes.
| Ligne | Itinéraire                                            | Fréquence (en minutes) |
| ----- | ----------------------------------------------------- | ---------------------- |
| 101   | Obertürkheim - Bahnhof - Oberesslingen - Lerchenäcker | 15 / 15                |
| 118   | Bahnhof - Zollberg                                    | 20 / 20                |

### Matériel roulant
Le réseau utilise neuf Van Hool AG300T.